# Gebhard Truchsess von Waldburg
Gebhard Truchsess von Waldburg (Heiligenberg), Alemania, 10 de noviembre de 1547 - Estrasburgo, 21 de mayo de 1601) fue un arzobispo elector de Colonia. Luego de haber realizado una carrera eclesiástica, se impuso en una elección en la Catedral de Colonia contra Ernesto de Baviera. Después de haber sido elegido, se enamoró y contrajo matrimonio con Agnes von Mansfeld-Eisleben, una religiosa protestante de la abadía de Gerresheim. Su conversión al protestantismo y el anuncio de la paridad religiosa en el Electorado dieron comienzo a la Guerra de Colonia.
El 19 de diciembre de 1582, una proclamación en su nombre estableció la paridad de los católicos y los protestantes en el Electorado de Colonia, produciendo un escándalo en la Iglesia Católica y en el Sacro Imperio Romano Germánico. Tras su matrimonio en febrero de 1583, intentó convertir al Electorado en una dignidad dinástica. Durante los seis años siguientes, sus partidarios pelearon contra aquellos de la catedral católica por el derecho a retener el electorado y la arquidiócesis en la denominada Guerra de Colonia o Guerra de Seneschal. Luego de una brutal pelea, pillaje de villas, ciudades y abadías en todo el territorio del Electorado, Gebhard renunció a sus pretensiones sobre el Electorado y se retiró a Estrasburgo. Falleció allí en 1601 y fue sepultado en la catedral.
La conversión y el matrimonio de Gebhard fueron las primeras pruebas del principio de reserva eclesiástica establecido en la paz de Augsburgo en 1555. Su pérdida del Electorado fortaleció a la contrarreforma católica en los Estados del norte de Alemania, dio a los Jesuitas un enclave poderoso en Colonia y expandió la influencia de la familia Wittelsbach en la política imperial.